# 458

## Догађаји
- Цар Мајоријан гради римску флоту у Мисену и Равени. Он јача војску, регрутујући велики број варварских најамника (Бастарне, Бургунди, Хуни, Остроготи, Руги, Скити и Свеви).
- Лето – Вандали крећу у Кампанију, на ушће реке Лири или реке Гариљано, и пустоше регион. Мајоријан лично предводи римску војску и побеђује освајаче код Синуесе, уништавајући њихове бродове на обали мора, натоварене пленом.
- Битка код Арелатеа: Мајоријан побеђује Визиготе под краљем Теодорихом II код Арла (Јужна Галија), близу реке Роне. Теодорик је приморан да потпише мировни уговор и постаје федерат Западног римског царства.
- Зима – Мајоријан улази у долину реке Роне и побеђује Бургунде под краљем Гондиоком код Лугдунума. Он присиљава Багаудае да се придруже западној коалицији против Свева у Шпанији.
- Хилдерик I је наследио свог оца Меровеха на месту краља Салијских Франака. Оснива своју престоницу у Турнеју (савремена Белгија) и постаје федерат Западног римског царства.
- Град Тбилиси (Грузија) на реци Кура основао је иберијски краљ Вахтанг I Горгасал. Његова локација даје му контролу над трговачким путевима између западног и источног Закавказја.
- 3. јул – Генадије I Цариградски постаје цариградски патријарх на место Анатолија Цариградског.

## Смрти
- Свети Јувеналије Јерусалимски
- Анатолије Цариградски